# Pollenia stigi
Pollenia stigi este o specie de muște din genul Pollenia, familia Calliphoridae, descrisă de Knut Rognes în anul 1992.
Este endemică în Morocco. Conform Catalogue of Life specia Pollenia stigi nu are subspecii cunoscute.